# العلاقات الجنوب سودانية السيشلية
العلاقات الجنوب سودانية السيشلية هي العلاقات الثنائية التي تجمع بين جنوب السودان وسيشل.

## مقارنة بين البلدين
هذه مقارنة عامة ومرجعية للدولتين:
| وجه المقارنة                                              | جنوب السودان                  | سيشل                                                |
| --------------------------------------------------------- | ----------------------------- | --------------------------------------------------- |
| المساحة (كم2)                                             | 619.75 ألف                    | 459                                                 |
| عدد السكان (نسمة)                                         | 12.58 مليون                   | 95.84 ألف                                           |
| الكثافة السكانية (ن./كم²)                                 | 20.3                          | 20.88 ألف                                           |
| العاصمة                                                   | جوبا                          | فيكتوريا                                            |
| اللغة الرسمية                                             | لغة إنجليزية                  | لغة فرنسية، لغة إنجليزية، اللغة الكريولية السيشيلية |
| العملة                                                    | جنيه جنوب سوداني، جنيه سوداني | روبية سيشلية                                        |
| الناتج المحلي الإجمالي (بليون دولار)                      | 2.90 مليار                    | 1.49 مليار                                          |
| الناتج المحلي الإجمالي (تعادل القوة الشرائية) بليون دولار | 22.88 مليار                   | 2.54 مليار                                          |
| الناتج المحلي الإجمالي الاسمي للفرد دولار أمريكي          | 73                            | 15.48 ألف                                           |
| الناتج المحلي الإجمالي للفرد دولار أمريكي                 | 2.02 ألف                      | 26.42 ألف                                           |
| مؤشر التنمية البشرية                                      | 0.467                         | 0.772                                               |
| رمز المكالمات الدولي                                      | +211                          | +248                                                |
| رمز الإنترنت                                              | .ss                           | .sc                                                 |
| المنطقة الزمنية                                           | ت ع م+03:00                   | ت ع م+04:00                                         |

## منظمات دولية مشتركة
يشترك البلدان في عضوية مجموعة من المنظمات الدولية، منها:
| علم المنظمة | اسم المنظمة                               | تاريخ انضمام جنوب السودان | تاريخ انضمام سيشل |
| ----------- | ----------------------------------------- | ------------------------- | ----------------- |
|             | يونسكو                                    | 27 أكتوبر 2011            | 18 أكتوبر 1976    |
|             | وكالة ضمان الاستثمار متعدد الأطراف        | 18 أبريل 2012             | 15 سبتمبر 1992    |
|             | الأمم المتحدة                             | 14 يوليو 2011             | 21 سبتمبر 1976    |
|             | الاتحاد البريدي العالمي                   | ?                         | ?                 |
|             | البنك الدولي للإنشاء والتعمير             | 18 أبريل 2012             | 29 سبتمبر 1980    |
|             | الاتحاد الدولي للاتصالات                  | 3 أكتوبر 2011             | 17 سبتمبر 1999    |
|             | مؤسسة التمويل الدولية                     | 18 أبريل 2012             | 11 يونيو 1981     |
|             | المركز الدولي لتسوية المنازعات الاستشارية | 18 مايو 2012              | 19 أبريل 1978     |
|             | منظمة الشرطة الجنائية الدولية             | ?                         | 1 سبتمبر 1977     |
|             | الاتحاد الأفريقي                          | ?                         | ?                 |
|             | البنك الإفريقي للتنمية                    | ?                         | ?                 |

## وصلات خارجية
- موقع وزارة الخارجية الجنوب سودانية
- موقع وزارة الخارجية السيشلية